# Elmpter Wald
Het Elmpter Wald is een bosgebied in de Duitse gemeente Niederkrüchten, gelegen ten westen van Elmpt tot aan de Duits-Nederlandse grens. Het maakt deel uit van het Grenspark Maas-Swalm-Nette.

## Natuur

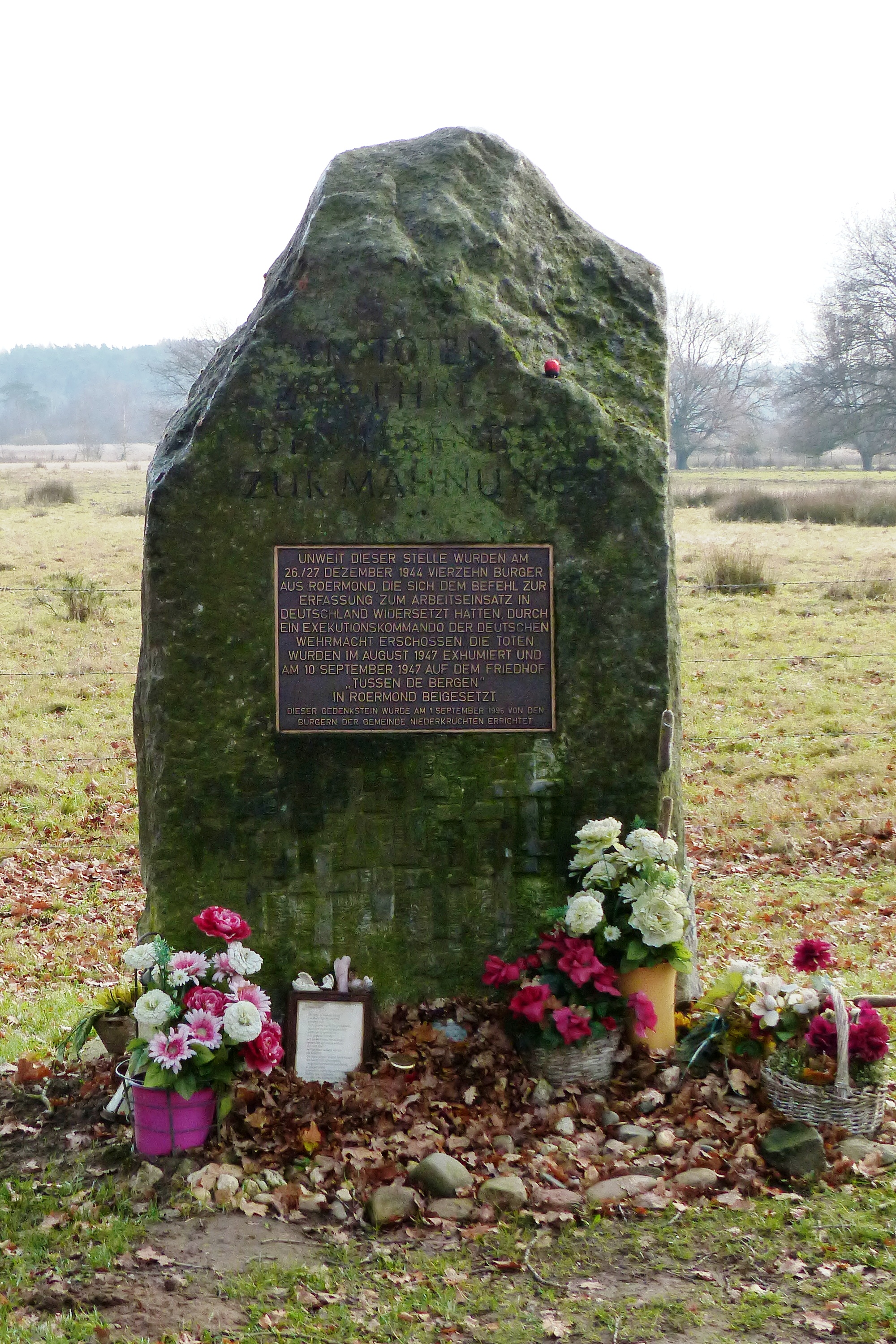
Het Mahnmal Lüsekamp

De westrand wordt gevormd door een steilrand van het middenterras naar het hoogterras van de Maas. Hier gaat het landschap omhoog van 28 meter tot ruim 50 meter, terwijl het hoogste punt van het Elmpter Wald boven de 70 meter ligt. Het natuurreservaat Elmpter Schwalmbruch, met de vallei van de Swalm, begrenst het bos in het noorden, terwijl het in het zuiden aansluit bij het Nationaal Park De Meinweg. In het westen en zuiden ligt, tegen de Duits-Nederlandse grens aan, het 250 ha grote natuurgebied: Lüsekamp und Boschbeektal.

## Geschiedenis
Tijdens kerstmis 1944 vond hier de moord op veertien mannen uit Roermond door de Duitse Wehrmacht plaats. Het Mahnmal Lüsekamp nabij de hoofdweg van Elmpt naar Roermond herinnert hier aan.
Van 1953 tot 2001 werd een groot deel van het bos ingenomen door een militair terrein met vliegbasis van de Britse luchtmacht, zie RAF Brüggen. In 2002 werd het terrein door de Britse landmacht overgenomen. Die vertrok op zijn beurt in 2015. Het vliegveld wordt nog door een zweefvliegclub gebruikt.

## Toegankelijkheid
Het kerngebied, dat het vliegveld omvat, is niet toegankelijk, maar men kan wel een 27 km lange wandeltocht maken langs de randen van het gebied.